# Semiothisa percisaria
Semiothisa percisaria là một loài bướm đêm trong họ Geometridae.